# Borneacanthus grandifolius
Borneacanthus grandifolius är en akantusväxtart som beskrevs av Cornelis Eliza Bertus Bremekamp. Borneacanthus grandifolius ingår i släktet Borneacanthus och familjen akantusväxter. Inga underarter finns listade i Catalogue of Life.